# Tomasz Grodecki (duchowny)
Tomasz Grodecki (ur. 1822 w Głogowie Małopolskim, zm. 26 kwietnia 1912 w Bochni) – duchowny rzymskokatolicki, teolog, kanonik honorowy kapituły przemyskiej.

## Życiorys
Urodził się w 1822. Otrzymał święcenia kapłańskie ok. 1846. Był profesorem świeckiej teologii, dziekanem w Rudniku nad Sanem, od 1872 do 1906 proboszczem parafii Podwyższenia Krzyża Świętego i św. Jana Chrzciciela w Pysznicy. Zmarł 26 kwietnia 1912 w 66. roku kapłaństwa.